# Katsushika Ōi

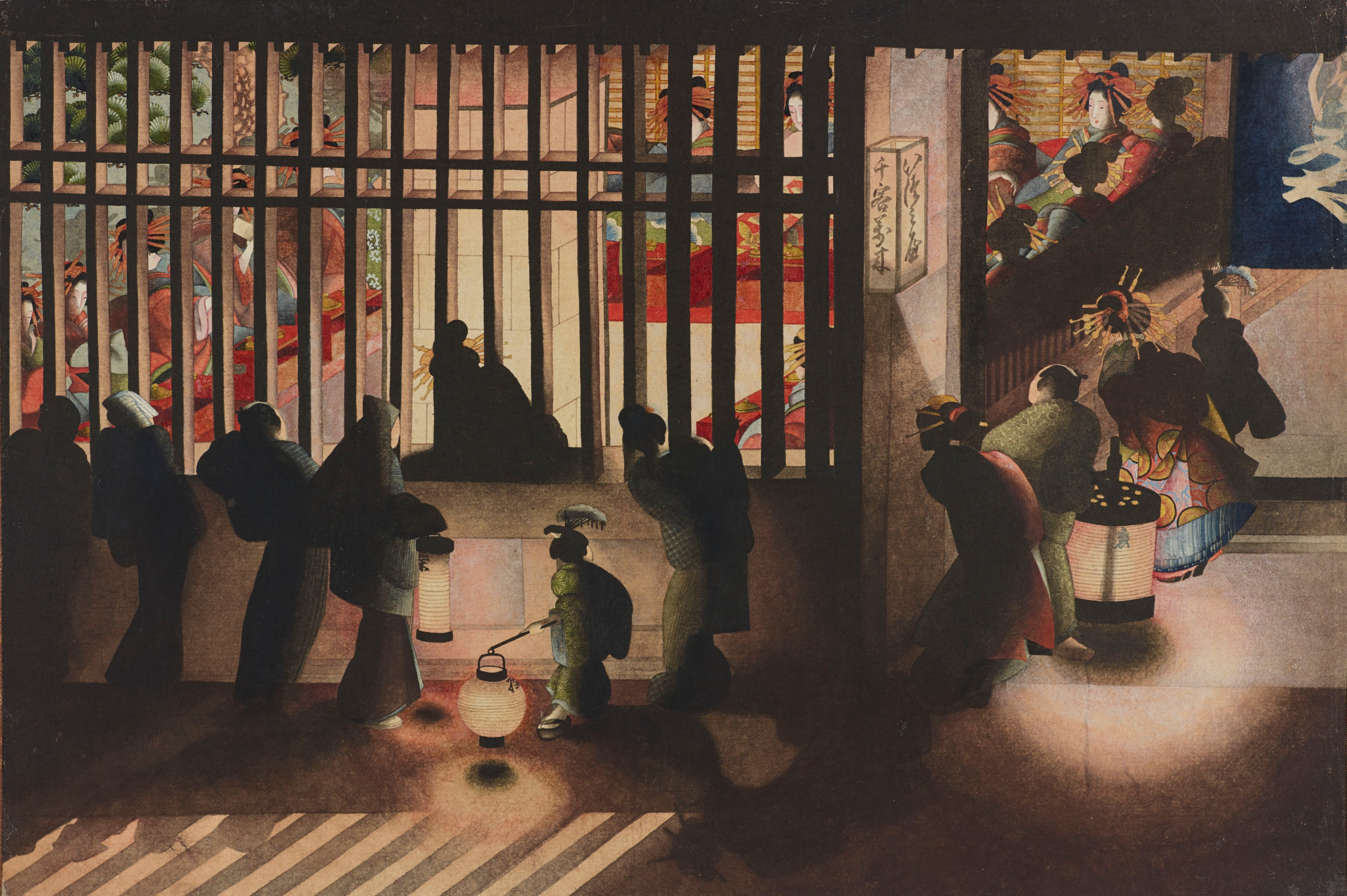
Escena nocturna en Yoshiwara (吉原格子先之図) de Katsushika Ōi.

Katsushika Ōi (葛飾 応為, c. 1800 - c. 1866), también conocida como Ei (栄?) y Ei-jo, fue una artista japonesa de ukiyo-e del período Edo de principios del siglo XIX. Era una de las hijas de Hokusai, del matrimonio con su segunda esposa. Ōi fue una pintora consumada, que también trabajó como asistente de producción de su padre.

## Biografía
Las fechas exactas de nacimiento y muerte de Ōi se desconocen, aunque se cree que nació en 1800 y murió alrededor de 1866. Era hija del artista de ukiyo-e Katsushika Hokusai (1760-1849). Hokusai se casó dos veces; con su primera esposa tuvo un hijo y dos hijas, y con la segunda, llamada Kotome (こと), un hijo y una o dos hijas.
Ōi estudió su oficio bajo la guía de su padre, como su aprendiz. También estudió con Tsutsumi Torin III (1789-1830), quien también fue pintor y grabador. Durante ese periodo conoció a Minamizawa Tomei (también conocido como Tsutsumi Tōmei), otro de los estudiantes de Tsutsumi Torin III, y se casó con él en 1824. Su matrimonio no duró mucho, ya que solo tres años después se divorciaron. Se rumorea que su matrimonio terminó como resultado de las críticas de Ōi al trabajo de Minamizawa Tomei, alegando que era un artista terrible y riéndose de él por ello. Cuando Kotome, la madre de Ōi, murió en 1828 tenía sesenta años. A partir de entonces, Ōi volvió a vivir con su padre cuando él enviudó y ayudó a Hokusai con sus obras, y también se dedicó a producir las suyas propias. Ninguno de los dos se preocupaba por las tareas del hogar o el mantenimiento de la casa, todo su tiempo lo ocupaban en su trabajo, pintando y grabando codo a codo, mientras vivían en una casa descuidada. Ambos trabajaron sin descanso durante dos décadas y se sospecha que muchas de las obras tardías de Hokusai en realidad fueron trabajos de Katsushika Ōi.
A pesar de la fama de su padre, Ōi también logró hacerse su propio renombre. En la familia de Hokusai, se esperaba que sus hijas atendieran a su padre y lo ayudaran en su taller hasta que se casaran y tuvieran que atender a sus propios maridos. Si bien las hermanas de Ōi, Miyo, Tatsu y Nao, siguieron este destino, Ōi nunca se volvió a casar, lo que le permitió regresar con su padre y trabajar en su oficio.
El propio Hokusai reconoció el talento de su hija a la hora de retratar hermosas mujeres, describió su técnica como "fuerzas que hay que tener en consideración", "fuerzas con las que él mismo no podía competir", Otros artistas de la época, como Keisai Eisen, la consideraban una artista consumada y alababan su talento como pintora y grabadora, así como calígrafa y fabricante de muñecos tradicionales Ōi se ganó una reputación como artista con grandes habilidades, aunque tras la muerte de su padre no se han hallado registros de su vida posterior.

## Obras
Se sabe que Ōi se destacó en la escritura a mano y en las pinturas bijin-ga de mujeres hermosas aunque también trabajó el shunga, estampas eróticas que por motivos de censura no solían ir firmadas. La siguiente es una lista seleccionada de sus obras.

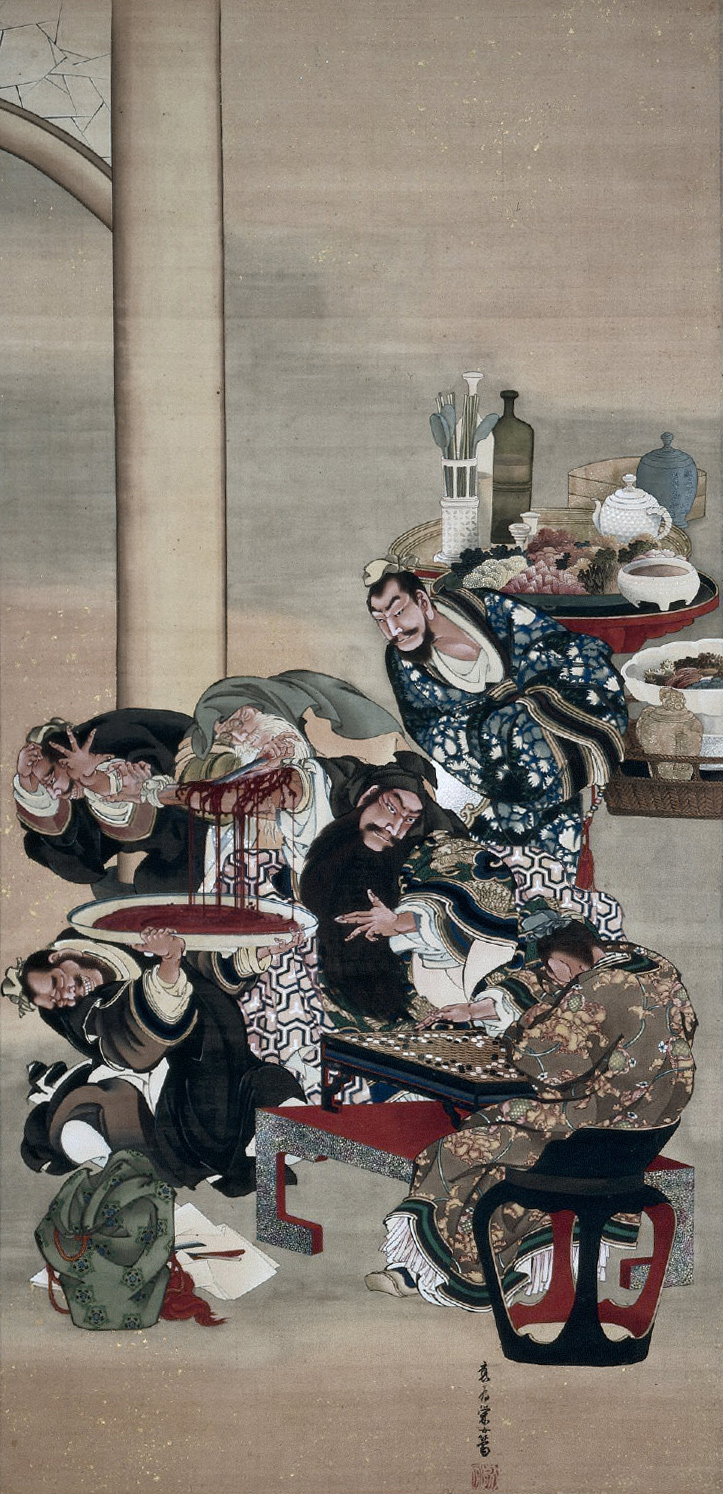
Operando el brazo de Guanyu, por Katsushika Ōi.

- Kinuta o Beauty Fulling Cloth in the Moonlight (fecha desconocida): grabado en madera de una sola hoja. Colección del Museo Nacional de Tokio.
- Escena nocturna de Yoshiwara (fecha desconocida): las partes de su nombre se pueden observar en esta escena, distribuidas en tres linternas diferentes etiquetadas con los símbolos "O", "i" y "Ei". Colección del Museo de Arte Conmemorativo Ukiyo-e Ōta.
- Kuruwa in Grid View (fecha desconocida) - Colección del Museo de Arte Conmemorativo Ukiyo-e Ōta.
- Belleza de la noche de primavera (fecha desconocida) - Colección del Museo de Arte Menard.
- Cien ojos (fecha desconocida) - Colección del Museo de Hokusai.

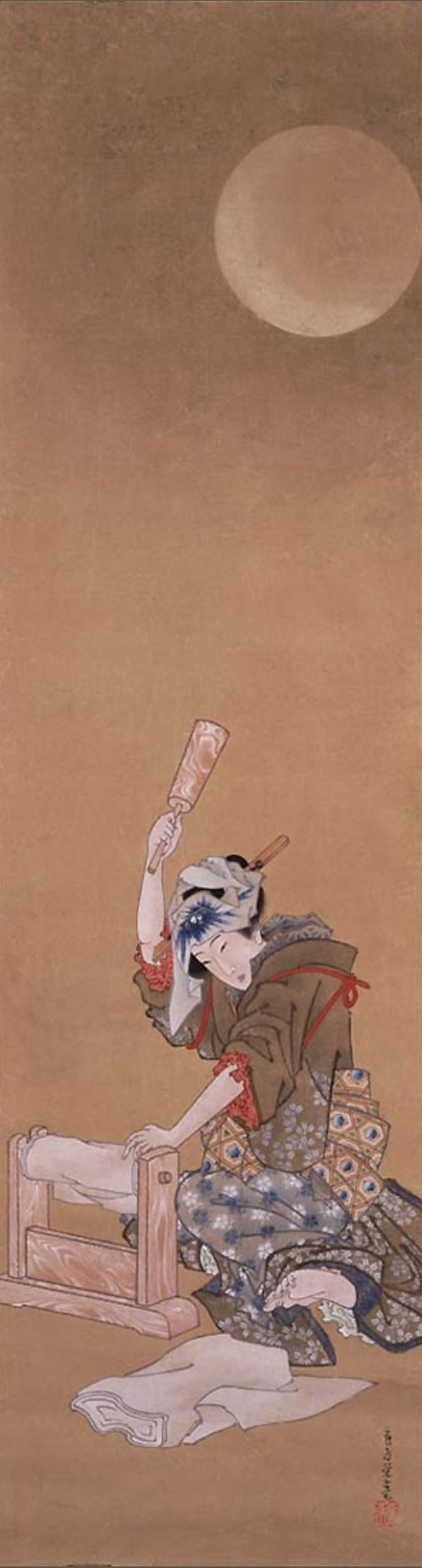
Kinuta, (período Edo del) por Katsushika Ōi.

- Monte Fuji a través de un bosque de bambú (fecha desconocida): pergamino colgante; tinta y color sobre seda. Colección del Museo de Hokusai.
- Tres mujeres tocando instrumentos musicales (c. 1818–1844, es decir, era Bunsei a la era Tenpō) - Pergamino colgante; tinta y color sobre seda. Colección del Museo de Bellas Artes, Boston.
- Operando en el brazo de Guanyu (c. 1818–1854) — Pergamino colgante; tinta, color y pan de oro sobre seda. – Colección del Museo de Arte de Cleveland.
- Mil años de Hyakunin isshu Yamato Longevity (1829)[4] — Pictórica.

También se le ha atribuido el trabajo como ilustradora de los siguientes libros.
- Manual ilustrado para la vida diaria de las mujeres (1847) - Libro impreso en madera. Colección Ravicz.[11]
- Un diccionario conciso de Sencha (1848).[12]
- Ajisai (hortensia), Shunga, álbum, xilografía nishiki-e,  Edo (Tokio, Japón) h. 1820. Colección Pasamar-Onila, Museo de Zaragoza.[10]

Además de dibujar y pintar, Ōi también fabricaba muñecas keshi ningyō y las vendía para ganarse la vida.

## Legado
Se conocen pocas obras de Ōi; entre ellas, algunas pinturas de nikuhitsu-ga, las ilustraciones del libro Onna Chōhō-ki (女重宝記, 1847) de Takai Ranzan (高井 蘭山), y ningún grabado. La novelista canadiense Katherine Govier escribió una novela en primera persona sobre Ōi titulada The Ghost Brush (2010), también titulada The Printmaker's Daughter.
La historia de Ōi se adaptó a los cómics como Miss Hokusai (1983–87), que luego tuvo una adaptación cinematográfica animada en 2015. La historia habla de la franca O-Ei, hija del famoso artista Tetsuzō, para quien a veces pinta sin que se le dé crédito. La película ganó numerosos premios.
Makate Asai basó su novela Kurara (ja 眩?) en la vida de Ōi; se publicó en 2016 después de la su versión seriada en 2014-15, y en 2017 apareció una adaptación televisiva de NHK titulada Kurara: Hokusai no Musume (Kurara: la hija de Hokusai), protagonizada por Aoi Miyazaki.